# 蒲坝站
蒲坝站（站牌彝文写作ꁌꀡ/pu bap）是一个成昆线上的铁路车站，位于四川省凉山彝族自治州德昌县锦川乡蒲坝村，建于1970年，目前为四等站，邮政编码为615507。目前客运：办理旅客乘降；行李、包裹托运；货运曾办理整车货物发到、直达整零货物发到，后于2008年停办。